# Tom Burgess (rugby à XIII)
Pour les articles homonymes, voir Tom Burgess et Burgess.

a Compétitions nationales et continentales officielles uniquement.

b Matchs officiels uniquement.
Thomas Burgess dit Tom Burgess, né le 21 avril 1992 à Dewsbury (Angleterre), est un joueur de rugby à XIII anglais évoluant au poste de pilier ou de troisième ligne.
Il fait ses débuts en Super League avec les Bulls de Bradford lors de la saison 2011, il rejoint en 2013 les Rabbitohs de South Sydney en National Rugby League.
Il a également été appelé en sélection d'Angleterre dans le cadre de la Coupe du monde 2017 avec laquelle il est finaliste.

## Biographie
Ses frères, Sam, Luke et George Burgess sont également joueurs de rugby à XIII professionnels.

## Palmarès
- Collectif :
  - Vainqueur de la National Rugby League : 2014 (Rabbitohs de South Sydney).
  - Finaliste de la Coupe du monde : 2017 (Angleterre).
  - Finaliste de la National Rugby League : 2021 (South Sydney).

### En sélection

#### Coupe du monde
| Édition         | Rang        | Résultats pays | Résultats Burgess | Matchs Burgess |
| --------------- | ----------- | -------------- | ----------------- | -------------- |
| Angleterre 2013 | Demi-finale | 3 v, 0 n, 2 d  | 1 v, 0 n, 1 d     | 2/5            |
| Australie 2017  | Finaliste   | 4 v, 0 n, 2 d  | 4 v, 0 n, 2 d     | 6/6            |

### Détails en sélection
| Matchs internationaux de Thomas Burgess avec l'Angleterre    | Matchs internationaux de Thomas Burgess avec l'Angleterre | Matchs internationaux de Thomas Burgess avec l'Angleterre | Matchs internationaux de Thomas Burgess avec l'Angleterre | Matchs internationaux de Thomas Burgess avec l'Angleterre | Matchs internationaux de Thomas Burgess avec l'Angleterre | Matchs internationaux de Thomas Burgess avec l'Angleterre | Matchs internationaux de Thomas Burgess avec l'Angleterre | Matchs internationaux de Thomas Burgess avec l'Angleterre | Matchs internationaux de Thomas Burgess avec l'Angleterre | Matchs internationaux de Thomas Burgess avec l'Angleterre | Matchs internationaux de Thomas Burgess avec l'Angleterre |
| ------------------------------------------------------------ | --------------------------------------------------------- | --------------------------------------------------------- | --------------------------------------------------------- | --------------------------------------------------------- | --------------------------------------------------------- | --------------------------------------------------------- | --------------------------------------------------------- | --------------------------------------------------------- | --------------------------------------------------------- | --------------------------------------------------------- | --------------------------------------------------------- |
| 1.                                                           | 26 octobre 2013                                           | Australie                                                 | 20-28                                                     | Coupe du monde                                            | Remplaçant                                                | 4                                                         | 1                                                         | -                                                         | -                                                         |                                                           |                                                           |
| 2.                                                           | 2 novembre 2013                                           | Irlande                                                   | 42-0                                                      | Coupe du monde                                            | Remplaçant                                                | 0                                                         | 0                                                         | -                                                         | -                                                         |                                                           |                                                           |
| 3.                                                           | 25 octobre 2014                                           | Samoa                                                     | 32-26                                                     | Quatre Nations                                            | Remplaçant                                                | 0                                                         | 0                                                         | -                                                         | -                                                         |                                                           |                                                           |
| 4.                                                           | 2 novembre 2014                                           | Australie                                                 | 12-16                                                     | Quatre Nations                                            | Remplaçant                                                | 0                                                         | 0                                                         | -                                                         | -                                                         |                                                           |                                                           |
| 5.                                                           | 8 novembre 2014                                           | Nouvelle-Zélande                                          | 14-16                                                     | Quatre Nations                                            | Remplaçant                                                | 0                                                         | 0                                                         | -                                                         | -                                                         |                                                           |                                                           |
| 6.                                                           | 24 octobre 2015                                           | France                                                    | 84-4                                                      | Amical                                                    | Remplaçant                                                | 4                                                         | 1                                                         | -                                                         | -                                                         |                                                           |                                                           |
| 7.                                                           | 1er novembre 2015                                         | Nouvelle-Zélande                                          | 26-12                                                     | Amical                                                    | Remplaçant                                                | 0                                                         | 0                                                         | -                                                         | -                                                         |                                                           |                                                           |
| 8.                                                           | 7 novembre 2015                                           | Nouvelle-Zélande                                          | 2-9                                                       | Amical                                                    | Remplaçant                                                | 0                                                         | 0                                                         | -                                                         | -                                                         |                                                           |                                                           |
| 9.                                                           | 14 novembre 2015                                          | Nouvelle-Zélande                                          | 20-14                                                     | Amical                                                    | Remplaçant                                                | 0                                                         | 0                                                         | -                                                         | -                                                         |                                                           |                                                           |
| 10.                                                          | 22 octobre 2016                                           | France                                                    | 40-6                                                      | Amical                                                    | Troisième ligne                                           | 0                                                         | 0                                                         | -                                                         | -                                                         |                                                           |                                                           |
| 11.                                                          | 29 octobre 2016                                           | Nouvelle-Zélande                                          | 16-17                                                     | Quatre Nations                                            | Remplaçant                                                | 0                                                         | 0                                                         | -                                                         | -                                                         |                                                           |                                                           |
| 12.                                                          | 5 novembre 2016                                           | Écosse                                                    | 38-12                                                     | Quatre Nations                                            | Remplaçant                                                | 0                                                         | 0                                                         | -                                                         | -                                                         |                                                           |                                                           |
| 13.                                                          | 13 novembre 2016                                          | Australie                                                 | 18-36                                                     | Quatre Nations                                            | Remplaçant                                                | 0                                                         | 0                                                         | -                                                         | -                                                         |                                                           |                                                           |
| 14.                                                          | 22 octobre 2016                                           | Samoa                                                     | 30-10                                                     | Amical                                                    | Remplaçant                                                | 0                                                         | 0                                                         | -                                                         | -                                                         |                                                           |                                                           |
| 15.                                                          | 27 octobre 2017                                           | Australie                                                 | 4-18                                                      | Coupe du monde                                            | Remplaçant                                                | 0                                                         | 0                                                         | -                                                         | -                                                         |                                                           |                                                           |
| 16.                                                          | 4 novembre 2017                                           | Liban                                                     | 29-10                                                     | Coupe du monde                                            | Remplaçant                                                | 4                                                         | 1                                                         | -                                                         | -                                                         |                                                           |                                                           |
| 17.                                                          | 12 novembre 2017                                          | France                                                    | 36-6                                                      | Coupe du monde                                            | Remplaçant                                                | 0                                                         | 0                                                         | -                                                         | -                                                         |                                                           |                                                           |
| 18.                                                          | 19 novembre 2017                                          | Papouasie-Nouvelle-Guinée                                 | 36-6                                                      | Coupe du monde                                            | Remplaçant                                                | 0                                                         | 0                                                         | -                                                         | -                                                         |                                                           |                                                           |
| 19.                                                          | 25 novembre 2017                                          | Tonga                                                     | 20-18                                                     | Coupe du monde                                            | Remplaçant                                                | 0                                                         | 0                                                         | -                                                         | -                                                         |                                                           |                                                           |
| 20.                                                          | 2 décembre 2017                                           | Australie                                                 | 0-6                                                       | Coupe du monde                                            | Remplaçant                                                | 0                                                         | 0                                                         | -                                                         | -                                                         |                                                           |                                                           |
| 21.                                                          | 24 juin 2018                                              | Nouvelle-Zélande                                          | 36-18                                                     | Amical                                                    | Remplaçant                                                | 4                                                         | 1                                                         | -                                                         | -                                                         |                                                           |                                                           |
| 22.                                                          | 17 octobre 2018                                           | France                                                    | 44-6                                                      | Amical                                                    | Centre                                                    | 4                                                         | 1                                                         | 0                                                         | 0                                                         |                                                           |                                                           |
| 23.                                                          | 27 octobre 2018                                           | Nouvelle-Zélande                                          | 18-16                                                     | Test match                                                | Pilier                                                    | 0                                                         | 0                                                         | -                                                         | -                                                         |                                                           |                                                           |
| 24.                                                          | 4 novembre 2018                                           | Nouvelle-Zélande                                          | 20-14                                                     | Test match                                                | Pilier                                                    | 0                                                         | 0                                                         | -                                                         | -                                                         |                                                           |                                                           |
| 25.                                                          | 11 novembre 2018                                          | Nouvelle-Zélande                                          | 0-34                                                      | Test match                                                | Pilier                                                    | 0                                                         | 0                                                         | -                                                         | -                                                         |                                                           |                                                           |
| 26.                                                          | 15 octobre 2022                                           | Samoa                                                     | 60-6                                                      | Coupe du monde                                            | Pilier                                                    | 4                                                         | 1                                                         | -                                                         | -                                                         |                                                           |                                                           |
| Matchs internationaux de Tom Burgess avec la Grande-Bretagne |                                                           |                                                           |                                                           |                                                           |                                                           |                                                           |                                                           |                                                           |                                                           |                                                           |                                                           |
|                                                              | Date                                                      | Adversaire                                                | Résultat                                                  | Compétition                                               | Poste                                                     | Points                                                    | Essais                                                    | Pen.                                                      | Drops                                                     |                                                           |                                                           |
| 1.                                                           | 26 octobre 2019                                           | Tonga                                                     | 6-14                                                      | Amical                                                    | Remplaçant                                                | 0                                                         | 0                                                         | -                                                         | -                                                         |                                                           |                                                           |
| 2.                                                           | 2 novembre 2019                                           | Nouvelle-Zélande                                          | 8-12                                                      | Amical                                                    | Pilier                                                    | 0                                                         | 0                                                         | 0                                                         | 0                                                         |                                                           |                                                           |
| 3.                                                           | 9 novembre 2019                                           | Nouvelle-Zélande                                          | 8-23                                                      | Amical                                                    | Pilier                                                    | 0                                                         | 0                                                         | 0                                                         | 0                                                         |                                                           |                                                           |
| 4.                                                           | 16 novembre 2019                                          | Papouas.-Nlle-Guinée                                      | 10-28                                                     | Amical                                                    | Pilier                                                    | 0                                                         | 0                                                         | 0                                                         | 0                                                         |                                                           |                                                           |